# Concatedral de San Pedro de los Clérigos
La Concatedral de San Pedro de los Clérigos o alternativamente Concatedral de São Pedro dos Clérigos (en portugués: Co-Catedral São Pedro dos Clérigos) Es una iglesia católica situada en la ciudad de Recife, estado de Pernambuco en el país sudamericano de Brasil. Es la concatedral de la arquidiócesis de Olinda y Recife.
La Hermandad de San Pedro de los Clérigos, establecida el 26 de junio de 1700, compró casi 20 años más tarde, un huerto y seis casas situadas en el centro de Aguas Verdes, en el barrio de San Antonio de la localidad de Recife, para la construcción de una iglesia propia. Una inscripción en el portal de la iglesia ç informa que el inicio de la construcción se produjo el 3 de mayo de 1728.
El proyecto fue elaborado por Manuel Ferreira Jácome. El consistorio, el coro y la sacristía ya estaban listos en 1729, pero el cuerpo de la iglesia y la parte central de la fachada fueron terminados en 1759.

## Véase también

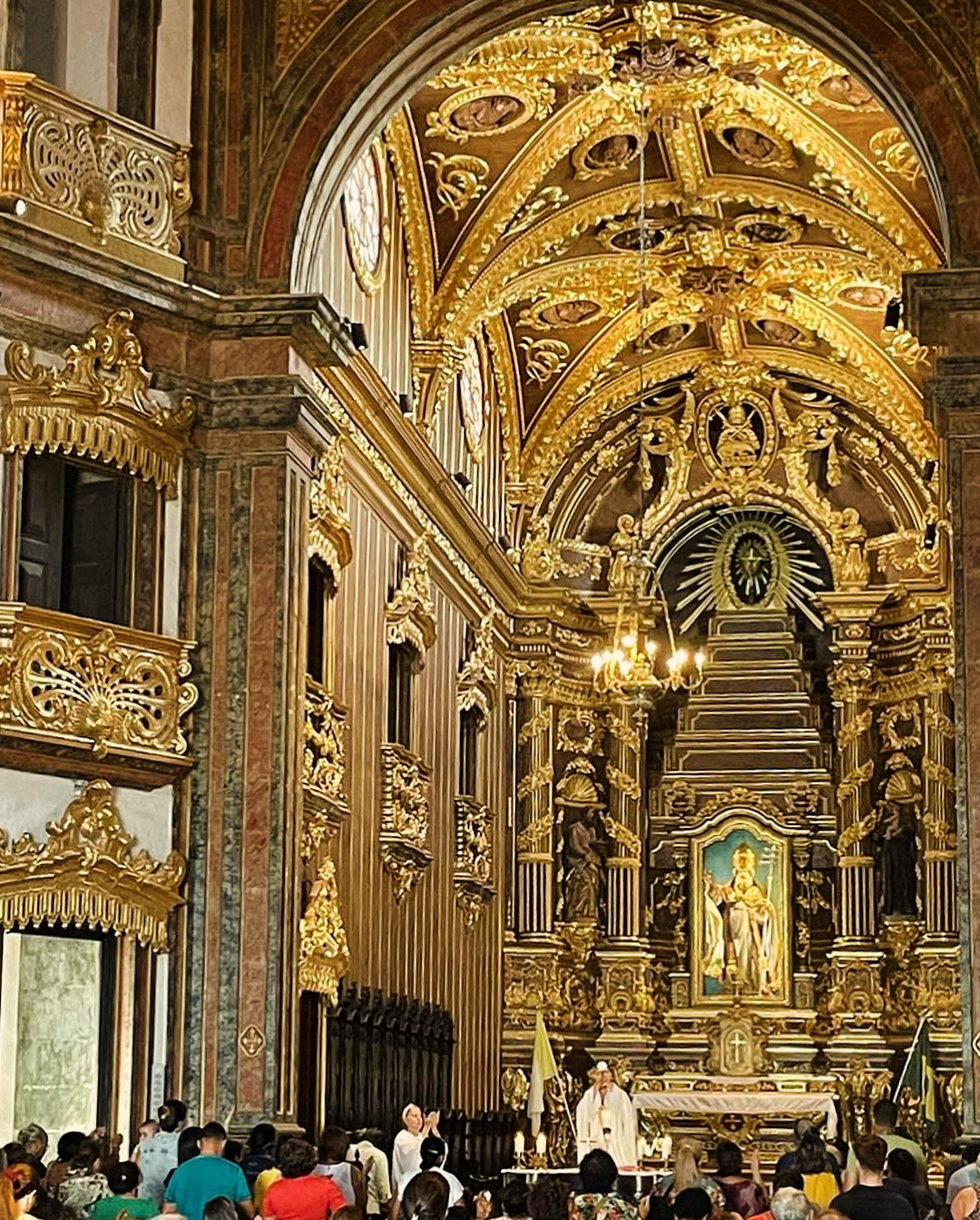